# 2014年亞洲運動會射擊比賽
2014年亞洲運動會射擊比賽將於2014年9月20日至30日在韓國仁川Gyeonggido Shooting Range舉行。共有來自34個國家和地區的543名運動員參加本次比賽。

## 獎牌得主

### 男子
| 項目                   | 金牌                                                       | 银牌                                                                | 铜牌                                                            |
| 男子10公尺空氣手槍     | 金青龙 · 韩国（KOR）                                       | 庞伟 · 中国（CHN）                                                  | 秦钟午 · 韩国（KOR）                                            |
| 男子團體10公尺空氣手槍 | 韩国（KOR） · 秦钟午 · 金青龙 · 李大明                     | 中国（CHN） · 庞伟 · 蒲琪峰 · 王智伟                                | 印度（IND） · Samaresh Jung · Prakash Nanjappa · Jitu Rai       |
| 男子25公尺中火手槍     | Oleg Engachev · （QAT）                                    | 金泳德 · 中国（CHN）                                                | Gai Bin · 新加坡（SIN）                                         |
| 男子團體25公尺中火手槍 | 中国（CHN） · 丁峰 · 金泳德 · 李传林                       | 印度（IND） · Vijay Kumar · Gurpreet Singh · Pemba Tamang           | 韩国（KOR） · Jang Dae-kyu · Kim Jin-il · Kim Young-min         |
| 男子25公尺快射手槍     | 金埈弘 · 韩国（KOR）                                       | 张健 · 中国（CHN）                                                  | 胡皓喆 · 中国（CHN）                                            |
| 男子團體25公尺快射手槍 | 韩国（KOR） · 張大奎 · 金埈弘 · 宋宗鎬                     | 中国（CHN） · 胡皓喆 · 李越宏 · 张健                                | 越南（VIE） · Bùi Quang Nam · Hà Minh Thành · Kiều Thanh Tú     |
| 男子25公尺標準手槍     | 丁峰 · 中国（CHN）                                         | 金埈弘 · 韩国（KOR）                                                | Hà Minh Thành · 越南（VIE）                                     |
| 男子團體25公尺標準手槍 | 中国（CHN） · 丁峰 · 金泳德 · 李传林                       | 韩国（KOR） · Jang Dae-kyu · Kang Min-su · 金埈弘                   | 新加坡（SIN） · Gai Bin · Lim Swee Hon · Poh Lip Meng           |
| 男子50公尺手槍         | Jitu Rai · 印度（IND）                                     | Nguyễn Hoàng Phương · 越南（VIE）                                   | 王智伟 · 中国（CHN）                                            |
| 男子團體50公尺手槍     | 中国（CHN） · 庞伟 · 蒲琪峰 · 王智伟                       | 韩国（KOR） · Choi Young-rae · 秦钟午 · 李大明                      | 越南（VIE） · 黃春榮 · Nguyễn Hoàng Phương · Trần Quốc Cường    |
| 男子10公尺空氣步槍     | 杨浩然 · 中国（CHN）                                       | 曹逸飞 · 中国（CHN）                                                | 阿比纳夫·宾德拉 · 印度（IND）                                   |
| 男子團體10公尺空氣步槍 | 中国（CHN） · 曹逸飞 · 劉天佑 · 杨浩然                     | 韩国（KOR） · Han Jin-seop · Kim Hyeon-jun · 金相导                 | 印度（IND） · 阿比纳夫·宾德拉 · Ravi Kumar · Sanjeev Rajput     |
| 男子50公尺步槍臥姿     | 赵声波 · 中国（CHN）                                       | Ezuan Nasir Khan · 马来西亚（MAS）                                  | Park Bong-duk · 韩国（KOR）                                     |
| 男子團體50公尺步槍臥姿 | 中国（CHN） · 兰兴 · 刘刚 · 赵声波                         | 韩国（KOR） · Kwon Jun-cheol · Park Bong-duk · You Jae-jin          | （KAZ） · Ratmir Mindiyarov · Igor Pirekeyev · Yuriy Yurkov     |
| 男子50公尺步槍三姿     | 曹逸飞 · 中国（CHN）                                       | 朱启南 · 中国（CHN）                                                | Chain Singh · 印度（IND）                                       |
| 男子團體50公尺步槍三姿 | 中国（CHN） · 曹逸飞 · 康宏伟 · 朱启南                     | 韩国（KOR） · Han Jin-seop · 金鐘鉉 · Kwon Jun-cheol                | 日本（JPN） · 松本崇志 · 谷岛绿 · 山下敏和                      |
| 男子10公尺移動靶       | 翟羽佳 · 中国（CHN）                                       | Jo Yong-chol · 朝鲜（PRK）                                          | Bakhtiyar Ibrayev · （KAZ）                                     |
| 男子團體10公尺移動靶   | 中国（CHN） · 甘宇 · 翟羽佳 · 张杰                         | 朝鲜（PRK） · Jo Yong-chol · Kim Ji-song · Pak Myong-won            | （KAZ） · Andrey Gurov · Bakhtiyar Ibrayev · Rassim Mologly     |
| 混合10公尺移動靶       | Kim Ji-song · 朝鲜（PRK）                                  | 翟羽佳 · 中国（CHN）                                                | Jeong You-jin · 韩国（KOR）                                     |
| 混合團體10公尺移動靶   | 中国（CHN） · 谢笃润 · 翟羽佳 · 张杰                       | 朝鲜（PRK） · Jo Yong-chol · Kim Ji-song · Pak Myong-won            | 越南（VIE） · Đỗ Đức Hùng · Ngô Hữu Vượng · Trần Hoàng Vũ       |
| 男子不定向飛靶         | 高博 · 中国（CHN）                                         | 费海德·代哈尼 · 科威特（KUW）                                       | Andrey Mogilevskiy · （KAZ）                                    |
| 男子團體不定向飛靶     | 中国（CHN） · 杜宇 · 高博 · 张奕垚                         | 科威特（KUW） · 费海德·代哈尼 · 阿卜杜勒拉赫曼·费汉 · 哈立德·穆扎夫 | 韩国（KOR） · Jung Chang-hee · Lee Young-sik · Shin Hyun-woo    |
| 男子雙不定向飛靶       | 胡斌淵 · 中国（CHN）                                       | 费海德·代哈尼 · 科威特（KUW）                                       | Juma Al-Maktoum · 阿拉伯联合酋长国（UAE）                       |
| 男子團體雙不定向飛靶   | （QAT） · Masoud Al-Athba · 拉希德·阿斯巴 · Hamad Al-Marri | 中国（CHN） · 胡斌淵 · 李君 · 莫俊杰                                | 科威特（KUW） · Ahmad Al-Afasi · Hamad Al-Afasi · 费海德·代哈尼 |
| 男子定向飛靶           | 阿卜杜拉·拉希迪 · 科威特（KUW）                            | 徐英 · 中国（CHN）                                                  | 金迪 · 中国（CHN）                                              |
| 男子團體定向飛靶       | 中国（CHN） · 金迪 · 徐英 · 张凡                           | 科威特（KUW） · Salah Al-Mutairi · 阿卜杜拉·拉希迪 · Saud Habib     | 韩国（KOR） · Cho Min-ki · Hwang Jung-soo · Lee Jong-jun        |

### 女子
| 項目                   | 金牌                                                              | 银牌                                                                   | 铜牌                                                                                |
| 女子10公尺空氣手槍     | 張夢圓 · 中国（CHN）                                              | Jung Jee-hae · 韩国（KOR）                                             | Shweta Chaudhary · 印度（IND）                                                      |
| 女子團體10公尺空氣手槍 | 中国（CHN） · 郭文珺 · 周慶媛 · 張夢圓                            | 中华台北（TPE） · 吳佳穎 · 杜禕依姿 · 田家榛                           | 蒙古（MGL） · 奧特里亞德·貢德格瑪 · Munkhzul Tsogbadrakh · Bayartsetseg Tumurchudur |
| 女子25公尺手槍         | 张靖婧 · 中国（CHN）                                              | 陳穎 · 中国（CHN）                                                     | 奥特里亚德·贡德格玛 · 蒙古（MGL）                                                   |
| 女子團體25公尺手槍     | 韩国（KOR） · 金将美 · Kwak Jung-hye · Lee Jung-eun               | 中国（CHN） · 陳穎 · 张靖婧 · 周庆媛                                   | 印度（IND） · Rahi Sarnobot · Anisa Sayyed · Heena Sidhu                            |
| 女子10公尺空氣步槍     | 娜杰迈·赫德马提 · 伊朗（IRI）                                     | Narjes Emamgholinejad · 伊朗（IRI）                                    | 张彬彬 · 中国（CHN）                                                                |
| 女子團體10公尺空氣步槍 | 中国（CHN） · 武柳希 · 易思玲 · 张彬彬                            | 伊朗（IRI） · Elaheh Ahmadi · Narjes Emamgholinejad · 娜杰迈·赫德马提  | 韩国（KOR） · Jeong Mi-ra · Kim Gae-nam · Kim Seol-a                                |
| 女子50公尺步槍臥姿     | Chuluunbadrakhyn Narantuyaa · 蒙古（MGL）                         | Nur Suryani Taibi · 马来西亚（MAS）                                    | Eum Bit-na · 韩国（KOR）                                                            |
| 女子團體50公尺步槍臥姿 | 韩国（KOR） · Eum Bit-na · Jeong Mi-ra · Na Yoon-kyung            | 中国（CHN） · 常静 · 陈东琦 · 易思玲                                   | 马来西亚（MAS） · Nur Ayuni Farhana · Nur Suryani Taibi · Muslifah Zulkifli         |
| 女子50公尺步槍三姿     | Olga Dovgun · （KAZ）                                             | Jeong Mi-ra · 韩国（KOR）                                              | 常静 · 中国（CHN）                                                                  |
| 女子團體50公尺步槍三姿 | 中国（CHN） · 常静 · 陈东琦 · 赵慧馨                              | 韩国（KOR） · Jeong Mi-ra · Kim Seol-a · Yoo Seo-young                 | （KAZ） · Olga Dovgun · Yelizaveta Lunina · Alexandra Malinovskaya                  |
| 女子10公尺移動靶       | 李雪艳 · 中国（CHN）                                              | 苏丽 · 中国（CHN）                                                     | Nguyễn Thị Thu Hằng · 越南（VIE）                                                   |
| 女子團體10公尺移動靶   | 中国（CHN） · 李雪艳 · 苏丽 · 杨曾                                | 越南（VIE） · Đặng Hồng Hà · Nguyễn Thị Lệ Quyên · Nguyễn Thị Thu Hằng | （QAT） · Anisa Saleh Juma · Amal Mohammed · Saaida Humaid Taaeeb                   |
| 女子不定向飛靶         | 朱靖宇 · 中国（CHN）                                              | 中山由起枝 · 日本（JPN）                                               | Chattaya Kitcharoen · 泰国（THA）                                                   |
| 女子團體不定向飛靶     | （KAZ） · Anastassiya Davydova · 瑪麗亞·德米崔彥科 · Oxana Sereda | 中国（CHN） · 陈芳 · 朱靖宇 · 朱美                                     | 朝鲜（PRK） · Chae Hye-gyong · Pak Yong-hui · Yang So-li                            |
| 女子雙不定向飛靶       | Kim Mi-jin · 韩国（KOR）                                          | 张亚菲 · 中国（CHN）                                                   | 白一廷 · 中国（CHN）                                                                |
| 女子團體雙不定向飛靶   | 中国（CHN） · 白一廷 · 张亚菲 · 朱美                              | 韩国（KOR） · Kim Mi-jin · 李保那 · Son Hye-kyoung                     | 印度（IND） · Shagun Chowdhary · Shreyasi Singh · Varsha Varman                     |
| 女子定向飛靶           | Kim Min-ji · 韩国（KOR）                                          | 张恒 · 中国（CHN）                                                     | 素迪耶·焦差勒密 · 泰国（THA）                                                       |
| 女子團體定向飛靶       | 中国（CHN） · 李博文 · 林飘飘 · 张恒                              | 韩国（KOR） · Kim Min-ji · Kwak Yu-hyun · Son Hye-kyoung               | 泰国（THA） · 伊莎拉帕·因巴色素 · 素迪耶·焦差勒密 · Nutchaya Sutarporn              |